# مارك دونالدسون (لاعب اتحاد الرغبي)
مارك دونالدسون (بالإنجليزية: Mark Donaldson)‏ هو لاعب اتحاد الرغبي نيوزيلندي، ولد في 6 نوفمبر 1955 في بالميرستون نورث في نيوزيلندا.

## وصلات خارجية
- مارك دونالدسون عل موقع إسبنسكروم (الإنجليزية)